# Haus Vogelsang (Krefeld)
Haus Vogelsang ist ein denkmalgeschütztes Wohnhaus in der nordrhein-westfälischen Stadt Krefeld. Es befindet sich im Stadtteil Baackeshof an der Moylandstraße 23 am Liedbergplatz. Das nach Plänen des Architekten Bernhard Pfau 1950 errichtete Gebäude gilt als architektonisch bedeutendes Zeugnis der modernen Architektur in der frühen deutschen Nachkriegszeit.

## Geschichte und Beschreibung
Das Gebäude wurde als Landhaus zwischen 1949 und 1950 nach Plänen von Bernhard Pfau für den in der Seidenindustrie tätigen Krefelder Ingenieur Richard Vogelsang erbaut. Es wurde als vorstädtisches Wohnhaus konzipiert, das von einer Gartenanlage umgeben wird und nahe dem Stadtzentrum von Krefeld liegt. Bei dem Gebäude handelt es sich um einen schlichten zweigeschossigen weißen Kubus mit Flachdach im Stil der Neuen Sachlichkeit. Es knüpft in seiner Gestaltung an die bedeutenden Bauwerke Krefelds im Bauhaus-Stil aus den 1920er und 1930er Jahren an. Zur Zeit seiner Erbauung löste Haus Vogelsang kontroverse Diskussionen aus. Aus städtischer Sicht passte das Gebäude nicht zu den ortsüblichen Vorstellungen, da es als zu flach und kubisch sowie mit zu vielen Fenstern ausgestattet angesehen wurde. Aus diesen Gründen veranlasste die Krefelder Baubehörde, dass das Wohnhaus weiter von der Straße zurückgesetzt gebaut wurde.
Während zur Straßenseite die kompakten Kubus-Formen überwiegen, zeigen sich zur Gartenseite mehr Öffnungen und Verglasungen. Im Süden und Osten befinden sich vorgelagerte Terrassen. Ferner gibt es eine Dachterrasse im Obergeschoss. Das Haus verfügt über 210 m² Wohnfläche. Im Erdgeschoss sind die Wohnräume in einer großflächigen offenen Grundrissstruktur angelegt und in ihrer originalen Struktur erhalten. Die Einbauten in Form von Einbauschränken und Raumteilern von Haus Vogelsang wurden ebenfalls von Bernhard Pfau entworfen und sind weitgehend original erhalten. Auch die Böden und Treppenstufen aus schwarzem Naturasphalt sind erhalten.
Richard Vogelsang lebte bis zu einem Tod 1986 mit seiner Frau Elsie im Gebäude. 2006 erwarb der Architekt Marcus Wrede mit seiner Frau Lisa das zwischenzeitlich heruntergekommene Haus Vogelsang und renovierte es bis 2007 denkmalgerecht. Dafür erhielt das Ehepaar am 2. November 2008 den Denkmalpreis des LVR-Amts für Denkmalpflege im Rheinland für die Instandsetzung eines gefährdeten Denkmals.
Haus Vogelsang ist unter der Nummer 625 als Baudenkmal in die Denkmalliste der Stadt Krefeld eingetragen.